# 魏德深
魏德深，隋鉅鹿（今河北巨鹿）人，南北朝政治人物。

## 生平
魏德深為鉅鹿人，後遷居弘農。一開始擔任隋文帝的挽郎，後來歷任馮翊書佐、武陽司戶書佐等職，又轉任貴鄉長。在貴鄉期間為政清廉，頗有政績。煬帝征高麗期間，賦役苛重，民不聊生，而貴鄉能維持安定。
後任館陶縣令，貴鄉人爲了挽留魏德深，兩縣爭訟，後斷歸貴鄉。館陶居民因而有人遷居貴鄉。
郡丞元寶藏嫉妒他的能力，強迫他率領千人增援東都洛陽，後與李密軍交戰時陣亡。

## 家族
祖父魏冲，任北周刑部大夫及建州刺史。父魏毗，曾任鬱林縣令。

## 延伸阅读
[在维基数据编辑]
 《隋書·卷73》，出自魏徵《隋书》